# Sint-Jan Berchmanscollege

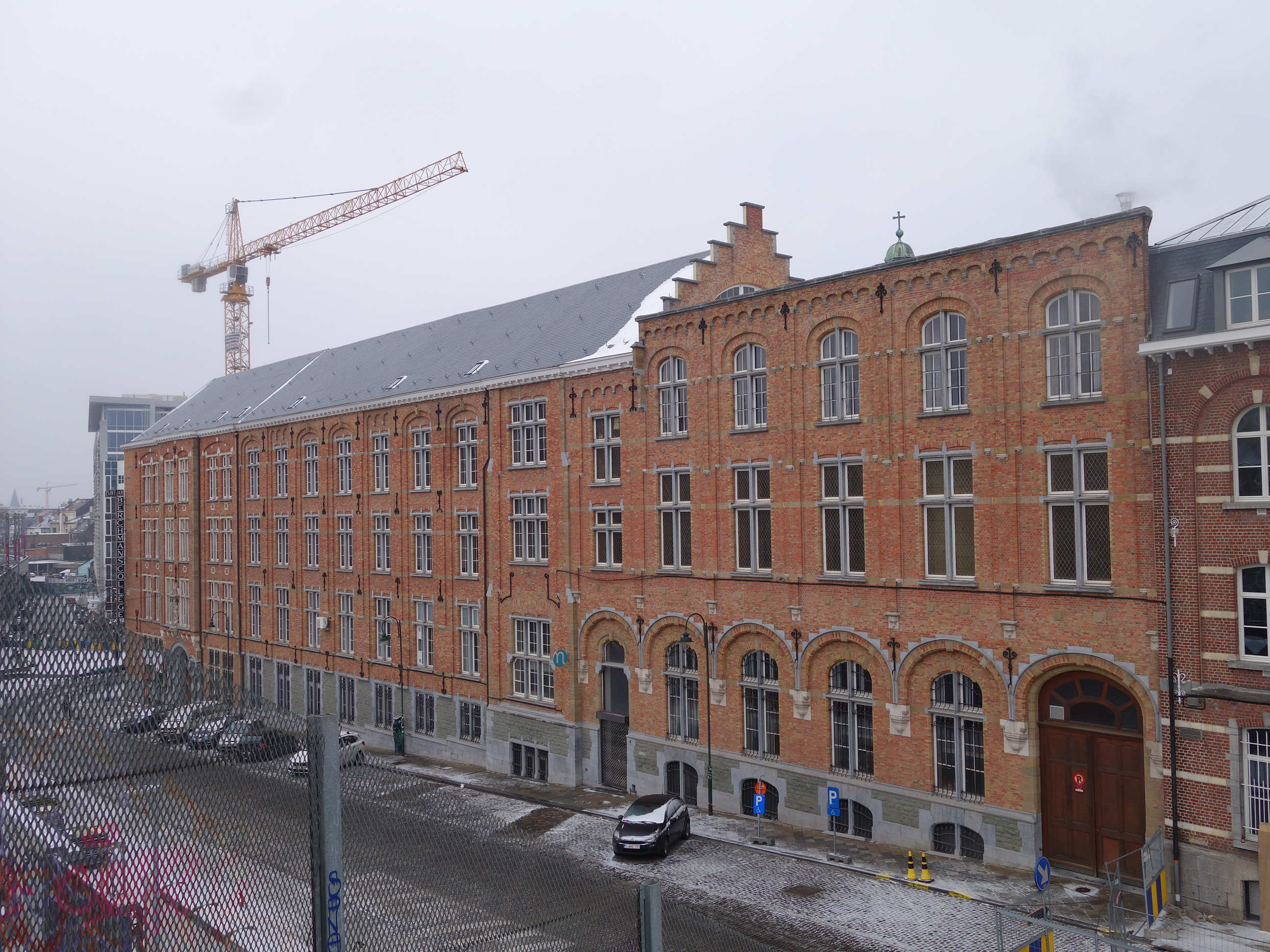
Sint-Jan Berchmanscollege. Ursulinenstraat.

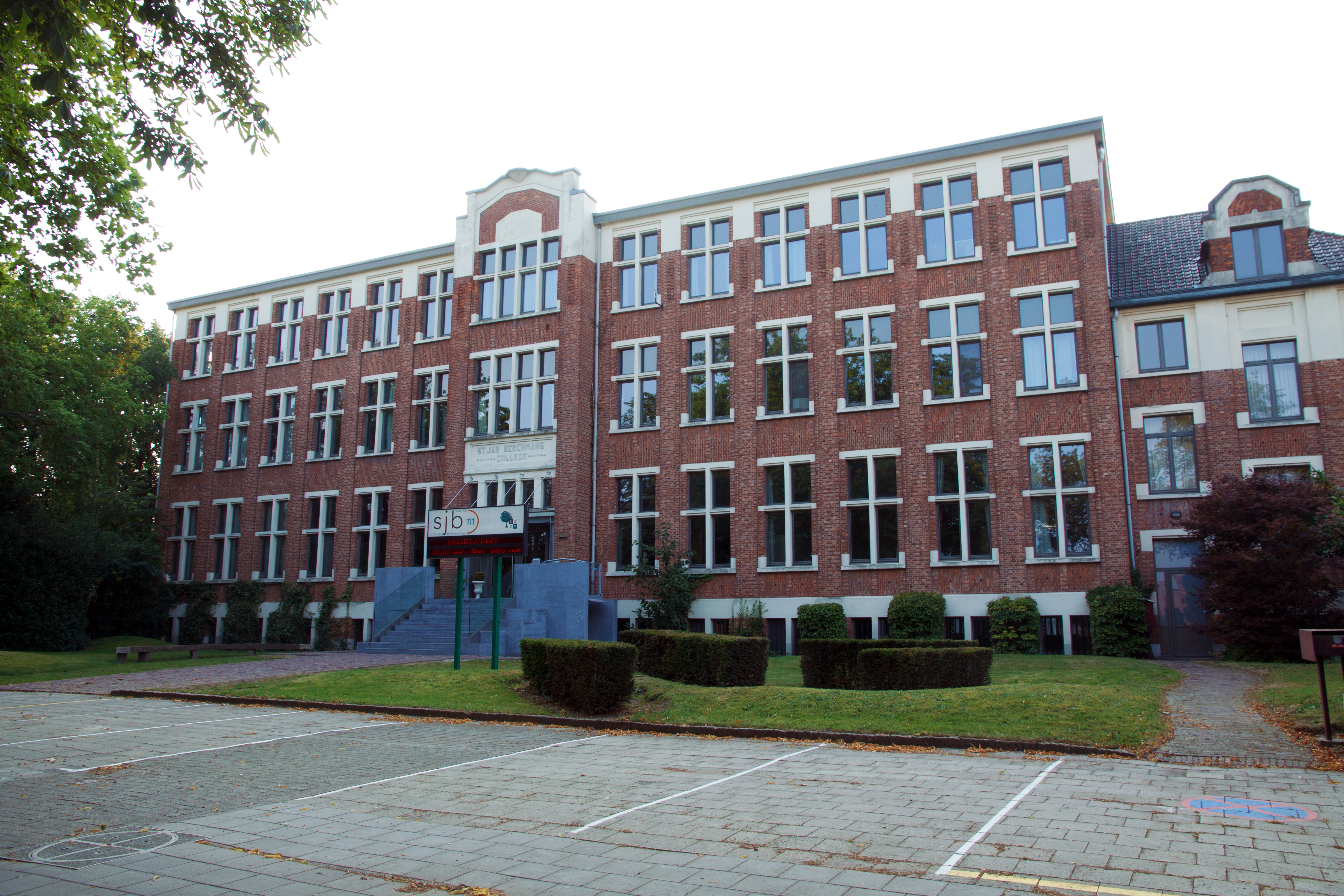

El Colegio San Juan Berchmans (en francés: Collège Saint-Jean-Berchmans), es un colegio jesuita flamenco católico situado cerca de la iglesia de Nuestra Señora de la capilla, en la calle de las Ursulinas (Ursulinenstraat) de Bruselas, El colegio lleva el nombre del santo flamenco Jan Berchmans y forma parte de la Comunidad para la Educación Secundaria Católica Saint Gorik.[cita requerida] La conferencia de la escuela en latín es: Libenter ("con alegría").

## Historia
Después de que unos pocos patriotas jesuitas se hubieran instalado en Bruselas en 1586, este colegio de jóvenes (Regium Gymnasium Societatis Jesu Bruxellis) fue fundado el 16 de julio de 1604. Al principio había ya 400 alumnos. En la abolición de la Orden Jesuita por el papa Clemente XIV en 1773, el colegio fue cerrado por orden del emperador María Teresa el 20 de septiembre de ese año. La propiedad fue incautada y en gran parte vendida. La iglesia de 1621 fue demolida y los edificios restantes fueron convertidos en corte en 1816. Un archivo del gobierno se alojó más tarde y en 1891 los edificios de la universidad se fundaron para dar paso a la calle Lebea.
Tras la restauración de la orden por el papa Pío VII en 1814, los jesuitas regresaron a Bruselas en 1833 y pudieron establecer un nuevo colegio francófono (Collège Saint Michel) en 1835. Esta universidad en el Hotel van Hoorn en la Ursulinenstraat contó inicialmente con 60 estudiantes. En 1852, el cardenal Sterckx, arzobispo de Mechelen, dedicó una nueva iglesia.
Debido a las obras previstas para la conexión norte-sur a través de Bruselas, los clientes se vieron obligados a esperar una nueva ubicación. En 1905, una nueva universidad en Etterbeek fue comenzada. Sin embargo, cada vez había más votos para mantener la antigua universidad en el corazón de Bruselas. En 1908 quedó claro que esto era posible, pero los viejos edificios tenían que ser descompuesto y hecho el camino para los nuevos edificios. Para evitar la confusión entre los dos colegios, el nuevo colegio de Etterbeek recibió el antiguo nombre (Collège Saint Michel) y recibió el colegio en la Ursulinenstraat en 1921 llamado Collège Saint Jean Berchmans.
En 1938, Pater Jozef Verschueren introdujo una sección de lengua neerlandesa, que poco a poco se convirtió en una sección de pleno derecho (1944). La sección francófona de la Ursulinenstraat ha sido gradualmente demolida y trasladada al castillo de Saint Michel. En 1953 la sección francófona finalmente dejó el colegio y se convirtió en el Saint Jean Berchmans Collie Saint-Jan Berchmans College.
Bajo la influencia del Padre Marcel Cnops, se introdujo el 1972 (Secondary Secondary Education). Desde 1993, ningún jesuita ha estado trabajando más en la universidad.
El exdirector era el Sr. Willy Peeters. Desde el año escolar 2013-2014, el exdirector adjunto Eddy Van de Velde es el nuevo director (Michel Tops dejó su cargo de director adjunto en ese mismo año).
En el año 2009, la escuela también es conocida porque algunos miembros de la familia real belga asisten a la escuela.

## Estudiantes famosos (antiguos)
- Karel Anthierens, redactor jefe de, entre otros, Humo, Panorama y The People
- Henri Carton de Wiart, primer ministro de Bélgica (discípulo de lo que todavía estaba en la Ursulinenstraat, el Collie Saint-Michel)
- Jos Chabert, ministro de Estado, ministro del Gobierno de Bruselas-Capital, ministro de Cultura Flamenca de Bélgica
- Pieter De Crem, exministro de Defensa de Bélgica
- Paul De Grauwe, miembro del grupo consultivo económico del Presidente de la Comisión Europea, exsenador belga
- Felix De Laet, productor de disc jockey Lost Frequencies
- Paul De Ridder, historiador belga, diputado de Bruselas, Archivos Nacionales
- Luc De Ryck, director general de Seghers Keppel Technology Group
- Erik de Smedt, crítico, ensayista y traductor literario
- Paul Delva, diputado flamenco
- Dirk Denoyelle, cabaretier
- Michel Doomst, representante belga
- Lorenzo Gatto, violinista belga
- Jan Grauls, representante Permanente de Bélgica en las Naciones Unidas en Nueva York, Diplomático
- Bart Laeremans, representante belga
- Hubert Pierlot, primer ministro de Bélgica (alumno de lo que todavía era el Colegio Saint-Michel de la Ursulinenstraat)
- Edouard Poullet, ministro de Asuntos Sociales de Bélgica
- Youri Tielemans, futbolista profesional en RSC Anderlecht
- Amedeo de Bélgica, Príncipe de Bélgica, Archiduque de Austria-Este, Príncipe de Austria, Príncipe de Hungría y Bohemia
- Eléonore de Bélgica, Princesa de Bélgica,
- Elisabeth de Bélgica, Princesa de Bélgica, Princesa heredera
- Emmanuel de Bélgica, Príncipe de Bélgica,
- Gabriel de Bélgica, Príncipe de Bélgica,
- Joaquín de Bélgica, Príncipe de Bélgica, Archiduque de Austria-Este, Príncipe de Austria, Príncipe de Hungría y Bohemia
- Laetitia María de Bélgica, Princesa de Bélgica, Duque de Austria-Austria Arch, Princesa de Austria, Princesa de Hungría y Bohemia
- Luisa María de Bélgica, Princesa de Bélgica, Duque de Austria-Austria Arch, de Austria, Princesa de Hungría y Bohemia
- María Laura de Bélgica, Princesa de Bélgica, Archiduque de Austria-Este, Princesa de Austria, Princesa de Hungría y Bohemia
- Andries Van den Abeele, industrial y político belga
- Herwig Van Hove, autor y galleta de televisión
- Paul Van Orshoven, Decano Facultad de Derecho de la Universidad Católica de Lovaina, abogado
- Eric Van Rompuy, parlamentario flamenco, ministro flamenco de Economía, Parlamento Europeo
- Herman Van Rompuy, presidente del Consejo Europeo, primer ministro de Bélgica
- Piet Van Waeyenberge, empresario belga, fundador De Warande
- Tony Vandeputte, consejero delegado de Belgian Enterprises
- Joseph Verschueren, sacerdote, creador del Diccionario Moderno (profesor en la universidad